# Hatsted Marsk
Hatsted Marsk (dansk) eller Hattstedtermarsch (tysk) er en landsby og kommune beliggende nord for Hatsted ved Arlåens munding i Vesterhavet i Sydslesvig. Administrativt hører kommunen under Nordfrislands kreds i den nordtyske delstat Slesvig-Holsten. Kommunen samarbejder på administrativt plan med andre kommuner i omegnen i Nordsø-Trene kommunefællesskab (Amt Nordsee-Treene). I kirkelig henseende hører kommunen dels under Hatsted Sogn og dels under Breklum Sogn (Ellerbøl og Østermark). Begge sgone lå i Sønder Gøs Herred (Husum Amt, Sønderjylland), da området tilhørte Danmark.
Hatsted Marsk er første gang nævnt 1352 som betegnelse for de til gestbyen Hatsted hørende marskområder. Den nuværende kog blev allerede inddiget i 1460, hvormed Hatsted Marsk er blandt de ældste koge i området. Den hed indtil 1803 Hatsted Kog. Omkring 1500 kom Nordkog (Hatsted Nykog) til.
Den nuværende kommune omfatter Ellerbøl (Ellerbüll), Nordkog (Nordkoog), Sterdebøl (Sterdebüll), Tedebøl (Tedebüll) og Østermarsk (Ostermarsch). Sydvest for Hatsted Marsk ligger Beltring Herred Kog.